# Esthlogena albisetosa
Esthlogena albisetosa är en skalbaggsart som beskrevs av Bates 1880. Esthlogena albisetosa ingår i släktet Esthlogena och familjen långhorningar.
Artens utbredningsområde är:
- Belize.
- Guatemala.
- Honduras.

Inga underarter finns listade i Catalogue of Life.